# Ufficio per la protezione della Costituzione
L'Ufficio per la protezione della Costituzione (in ungherese Alkotmányvédelmi Hivatal, in acronimo AH), fino al 2010 Ufficio per la sicurezza nazionale (in ungherese Nemzetbiztonsági Hivatal), è un'agenzia governativa d'intelligence dell'Ungheria responsabile per la sicurezza interna del paese.

## Storia
L'agenzia fu fondata nel 1990 come Ufficio per la sicurezza nazionale dopo la caduta della Repubblica Popolare d'Ungheria scorporando dal Ministero dell'interno il III/II Gruppo di controspionaggio, utilizzato prevalentemente come polizia politica. Inizialmente l'agenzia era sottoposta ad un ministro senza portafoglio, fino al ritorno sotto l'egida del Ministero dell'interno nel 2010.
Nel 1996 è stato scorporato il Servizio di sicurezza nazionale (NBSZ).